# Michelle Gulyás
Michelle Gulyás (Londres, 24 de octubre de 2000) es una deportista húngara que compite en pentatlón moderno. Participó en dos Juegos Olímpicos de Verano, en los años 2020 y 2024, obteniendo una medalla de oro en París 2024, en la prueba individual.
Cursó Estudios Policiales en la Universidad Nacional de Servicio Público de Budapest.

## Palmarés internacional
| Juegos Olímpicos | Juegos Olímpicos | Juegos Olímpicos | Juegos Olímpicos |
| Año              | Lugar            | Medalla          | Competición      |
| ---------------- | ---------------- | ---------------- | ---------------- |
| 2024             | París (Francia)  | Medalla de oro   | Individual       |